# Onvo L60
Onvo L60 – elektryczny samochód osobowy typu SUV Coupé klasy średniej produkowany pod chińską marką Onvo od 2024 roku.

## Historia i opis modelu

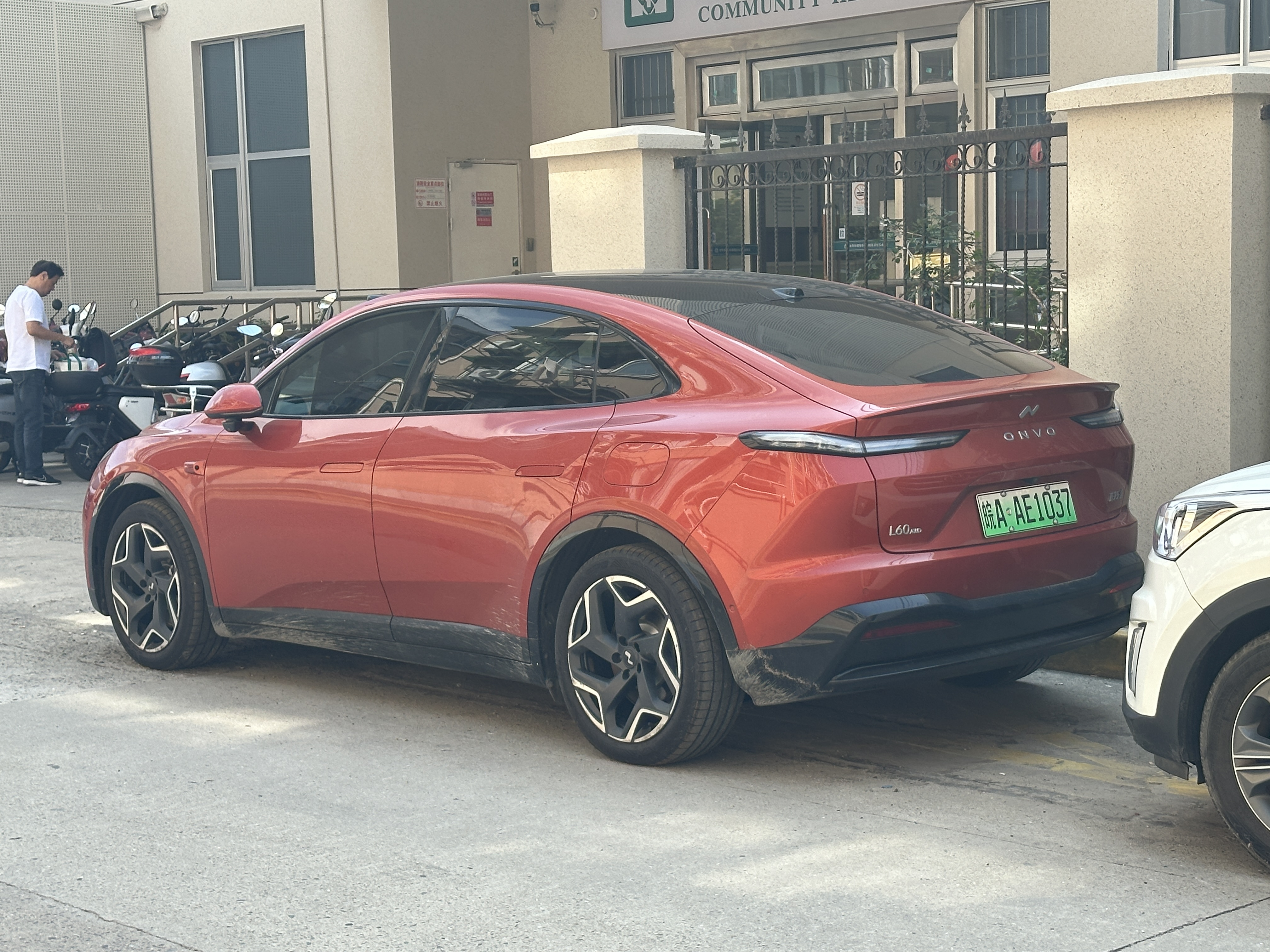
Onvo L60 - tył

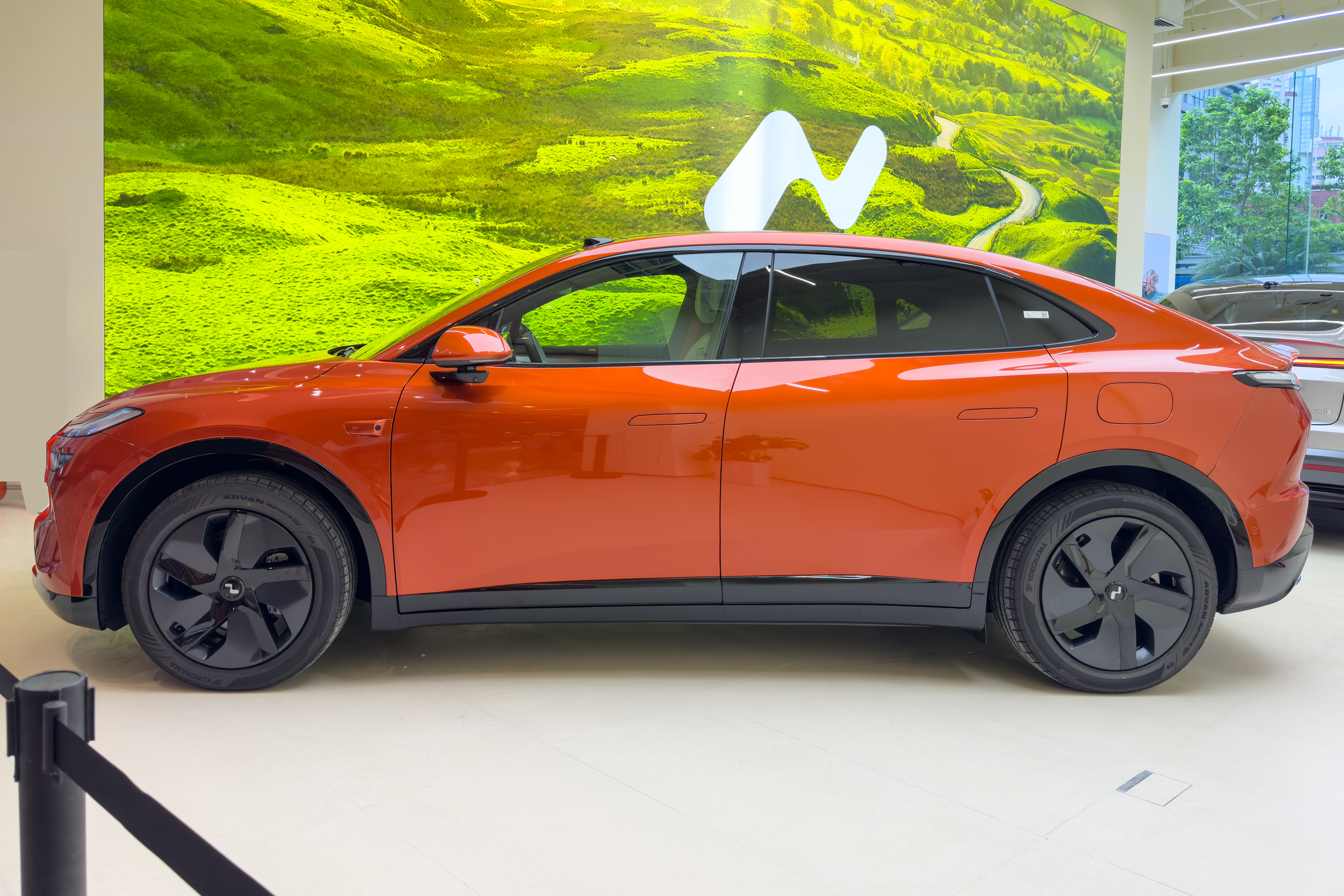
Onvo L60 - sylwetka

Równolegle z inauguracją Onvo, nowej marki koncernu NIO, w połowie maja 2024 premierę miał także jej pierwszy produkt w postaci dużego, średniej wielkości SUV-a o nazwie Onvo L60. Samochód utrzymano w estetyce łączącej obłe kształty z ostro ukształtowanymi detalami. Proporcje podyktowane zostały chęcią uzyskania jak najniższego współczynniku oporu powietrza, który wyniósł 0,229 Cd i stał się najniższym wśród obecnych w momencie premiery SUV-ów na rynku.
Za wygląd L60 odpowiadał były projektant Bentleya Continentala GT, Raul Pires. Nisko poprowadzoną krawędź maski połączono z dwurzędowymi reflektorami tworzonymi przez górny segment w kształcie bumerangów i dolną część w formie prostokątnych pasów. Krawędź dachu przyozdobiły dwa moduły lidarów, które razem z kamerami w błotnikach utworzyły system półautonomicznej jazdy. Łagodnie opadająca linia dachu została utrzymana w konwencji tzw. SUV-ów Coupe, obszernie przeszklonym nadwoziem wzbogaconym przez dodatkowe okno dachowe. Tylna część nadwozia została zwieńczona przez wąskie reflektory, a także wyraźnie zarysowany tylny spojler.
Wzorem modeli braniego NIO, kabina pasażerska została utrzymana w loftowej estetyce z dominującymi jasnymi materiałami wykończeniowymi i rozbudowanym oświetleniem ambientowym. Producent przewidział obszerny zakres konfiguracji przestrzeni, z możliwością składania przednich i tylnych oparci na płasko - z możliwością położenia do 2,3 metrowego materaca. Przed kierowcą znalazł się 13-calowy wyświetlacz cyfrowych zegarów, na środku kokpitu umieszczono 17,2-calowy ekran dotykowy systemu multimedialnego, a dodatkowo jeszcze jeden, 8-calowy ekran znalazł się na końcu tunelu środkowego dla pasażerów drugiego rzędu siedzeń.

### Sprzedaż
Onvo L60 zostało zbudowane głównie z myślą o chińskim oraz europejskim rynku. W pierwszej kolejności samochód zadebiutował lokalnie, z ceną 219 900 juanów - o 12% od najważniejszego konkurencyjnego modelu, Tesli Model Y. Dostawy pierwszych sztuk do nabywców wyznaczone zostały na wrzesień 2024, z rynkiem europejskim przewidzianym na 2025 rok.

### Dane techniczne
Onvo L60 zostało wyposażone w pełni elektryczny układ napędowy, z trzema zestawami baterii do wyboru. Podstawowy, 60 kWh, pozwolił na uzyskanie do 555 kilometrów zasięgu w chińskiej normie pomiarowej CLTC, większy 90 kWh do 730 kilometrów, a topowy 150 kWh - do ponad 1000 kilometrów. Traktując Teslę Model Y jako stały punkt odniesienia w prezentacji parametrów technicznych, Onvo wskazało, że L60 ma uzyskiwać średnie zużycie energii niższe o 0,4 kWh - ok. 12,1 kWh na 100 kilometrów.